# Noelí Pocaterra Uliana
Noelí Pocaterra Uliana (municipi Páez, Zulia, Veneçuela, 18 de setembre de 1936) és una activista pels drets dels pobles indígenes i dirigent política veneçolana. És diputada electa de la Assemblea Nacional de Veneçuela per un tercer període. Pertany a l'ètnia wayuu. Va ser membre de la Assemblea Nacional Constituent de 2017 i de la Constituent de 1999.

## Biografia
Nascuda al Sector Peña, entre Paraguaipoa i Sinamaica, va ser portada als tres dies de nascuda a Mokomatira, avui coneguda com “La Glòria”, allí va viure fins als 10 anys d'edat.
Va iniciar el seu treball pels drets dels Pobles Indígenes en 1952. Va ser oradora d'ordre en l'ONU, en representació dels pobles indígenes del món en 1993.
En 1994, en ocasió de la discussió de la Reforma Constitucional, li va dirigir una carta al llavors senador de l'extint Congrés Nacional de Veneçuela, Rafael Caldera, perquè s'inclogués els drets dels Pobles Indígenes.
Abans de 1999 i durant 25 anys es va exercir com a Cap del Departament Soci-Antropològic en la Direcció de Cultura de la Universitat del Zulia. Electa a l'Assemblea Nacional de Veneçuela per les Comunitats Indígenes en 1999, impulsa la creació de la Comissió Permanent de Pobles Indígenes i la seva Relació amb l'Estat de la qual va ser elegida com la seva Presidenta. Va impulsar els drets dels Pobles i Comunitats Indígenes plasmats en el capítol VIII de la Constitució Nacional, així com d'altres articles inclosos transversalment, sent primera vegada en la història d'aquest país que això es produeix des de 1811.
Electa com a parlamentària indígena a l'Assemblea Nacional per la Regió occident (Zulia- Mèrida- Trujillo) per dos períodes consecutius.
Ha proposat i aprovat vuit lleis que impacten directament als Pobles i Comunitats indígenes, sent les més notables la Llei orgànica de Pobles i Comunitats indígenes i Llei de Demarcació i Garanties de l'Hàbitat i Terres dels Pobles Indígenes, així com va participar en els debats perquè s'incloguessin en lleis de la República, articles que beneficiessin als pobles i comunitats indígenes. En l'Assemblea Nacional va ser Presidenta de la Comissió Permanent de Pobles Indígenes, i va estar en la Directiva de l'Assemblea Nacional com a Segona Vicepresidenta per tres anys consecutius.
Va rebre un Doctorat Honoris causa atorgat per la Universitat Rafael María Baralt i nominada al Premi Nobel de la Pau en 2005.
Des de 2012 ocupa el càrrec de secretària de pobles i comunitats indígenes de la governació de l'estat Zulia.